# Osmosis (serie de televisión)
Osmosis es una serie web de ciencia ficción francesa creada por Audrey Fouché que fue estrenada el 29 de marzo de 2019 en Netflix. Es protagonizada por Hugo Becker, Agathe Bonitzer, Stephane Pitti, Gaël Kamilindi, Suzanne Rault-Balet, Luna Silva, Manoel Dupont y Yuming Hey.

## Sinopsis
Establecido en un cercano futuro en París, el drama de ciencia ficción se centra en una nueva aplicación de citas llamada “Osmosis” desarrollada para descodificar el amor verdadero, indagando profundamente en los datos cerebrales de sus usuarios para encontrar la pareja perfecta con un 100% de exactitud. Pero hay un precio a pagar cuando dejas que un algoritmo decida a quien amar para el resto de tu vida, utilizando tecnología que puede acceder a los rincones más íntimos de tu mente y tus secretos mejor guardados.

## Reparto y personajes
- Hugo Becker como Paul Vanhove
- Agathe Bonitzer como Esther Vanhove
- Stéphane Pitti como Lucas Apert
- Gaël Kamilindi como Gabriel
- Suzanne Rault-Balet como Swann
- Luna Silva como Ana Stern
- Manoel Dupont como Niels Larsen
- Yuming Hey como Billie Tual
- Lena Laprès como Claire
- Philypa Phoenix como Joséphine Vanhove[2]
- Lionel Lingelser como Léopold
- Fabien Ducommun como Antoine
- Waly Dia como Simon
- Aurélia Petit como Louise Vanhove

## Producción

### Desarrollo
El 11 de mayo de 2017, se anunció que Netflix había ordenado la producción de la serie para una primera temporada que consta de ocho episodios. La serie está creada por Audrey Fouché, quién está acreditada como productora ejecutiva. Osmosis está basada en una idea de un proyecto anterior del mismo título creado por Louis Chiche, William Chiche y Gabriel Chiche y producido por Telfrance y Arte en 2015. En febrero de 2019, se anunció que el estreno de la serie sería el 29 de marzo de 2019. La serie según se dice gastó un presupuesto de 8 millones de euros para la primera temporada, con un coste de 1 millón de euros por episodio.

### Casting
En agosto de 2018, se anunció que Hugo Becker, Agathe Bonitzer, Stephane Pitti, Gael Kamilindi y Suzanne Rault-Balet se habían unido al elenco de la serie. En febrero de 2019, se anunció que Luna Silva, Manoel Dupont y Yuming Hey habían sido añadidos al reparto.

### Rodaje
La fotografía principal para la primera temporada comenzó en junio de 2018.

## Episodios
| N.º | Título              | Dirigido por  | Escrito por                               | Fecha de emisión original |
| --- | ------------------- | ------------- | ----------------------------------------- | ------------------------- |
| 1   | «Le test»           | Julius Berg   | Anne Rambach & Marine Rambach             | 29 de marzo de 2019       |
| 2   | «L'âme soeur»       | Julius Berg   | Anne Rambach & Marine Rambach             | 29 de marzo de 2019       |
| 3   | «Les complications» | Pierre Aknine | Anne Rambach & Marine Rambach             | 29 de marzo de 2019       |
| 4   | «La crise»          | Pierre Aknine | Anne Rambach & Marine Rambach             | 29 de marzo de 2019       |
| 5   | «La trahison»       | Mona Achache  | Olivier Fox                               | 29 de marzo de 2019       |
| 6   | «La séparation»     | Mona Achache  | Éric Forestier                            | 29 de marzo de 2019       |
| 7   | «La rédemption»     | Pierre Aknine | Anne Badel & Aurélie Belko                | 29 de marzo de 2019       |
| 8   | «La renaissance»    | Pierre Aknine | Anne Badel & Éric Forestier & Olivier Fox | 29 de marzo de 2019       |

## Lanzamiento
El 28 de febrero de 2019, el tráiler oficial para la serie fue lanzado.

### Estreno
El 24 de marzo de 2019, la serie organizó su estreno oficial con la proyección de los primeros dos episodios en Series Mania International Festival en Lille, Francia.

## Recepción
Noah Berlatsky de The Verge mencionó en una revisión positiva de la primera temporada, que "La tecnología en Osmosis no crea una distopía o una utopía en él. Es justo una herramienta, y diferentes personas proyectan  distintos miedos y sueños en él, para mejor y peor" y que este "nivel de matiz y concienciación hace que el inicio de Osmosis fuera pensativo y refrescante."